# Wyspa Odrodzenia
Wyspa Odrodzenia (ros. Остров Возрождения – Ostrow Wozrożdienija; uzb. Tiklanish orollari), do około 2001 roku wyspa na Jeziorze Aralskim.
Jej dawny obszar jest podzielony granicą pomiędzy Kazachstanem a Uzbekistanem, przy czym delimitacji ani demarkacji terenu nie dokonano, toteż pozostaje on terytorium spornym.

## Historia

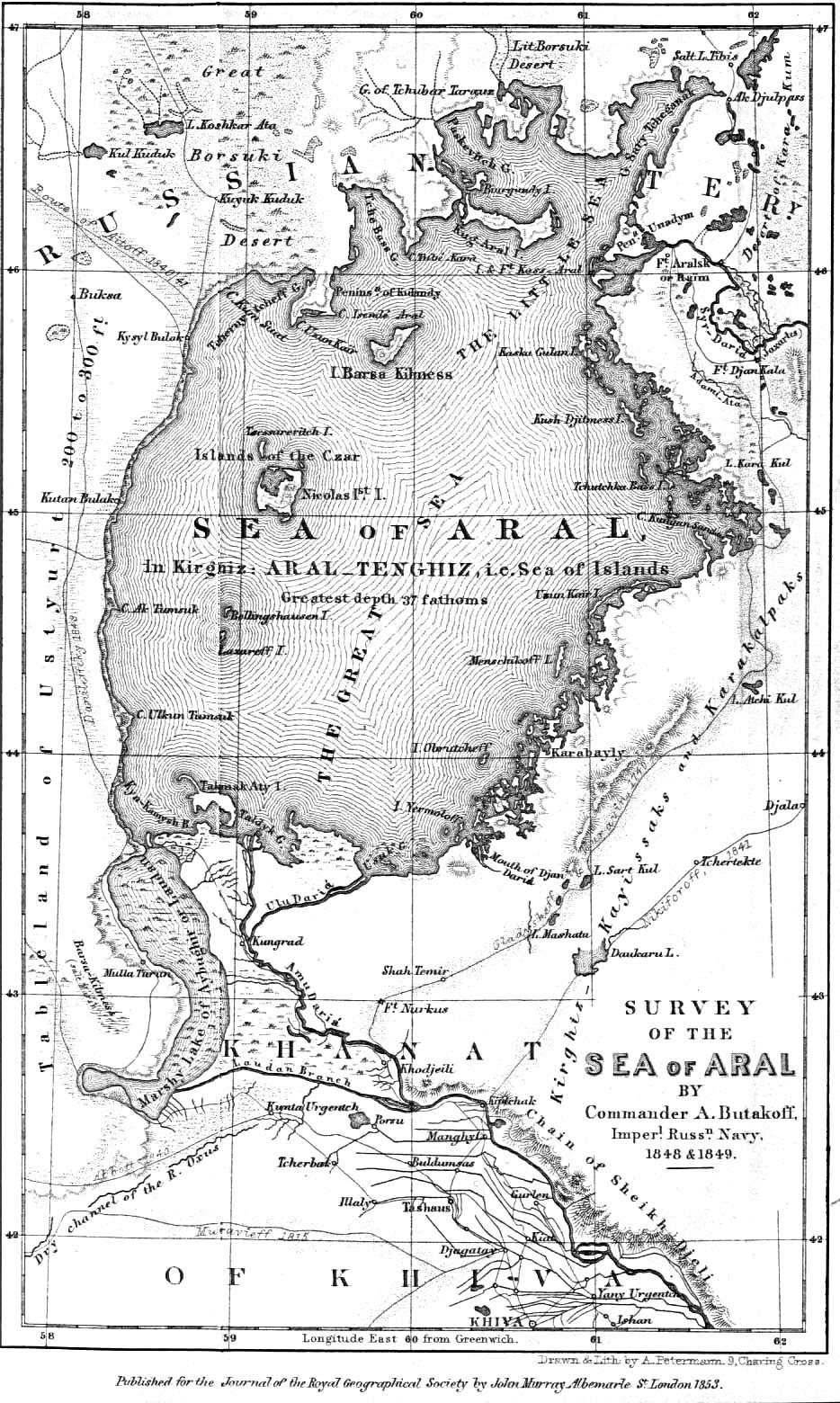
Mapa Jeziora Aralskiego z 1853; pośrodku widoczne Carskie Wyspy

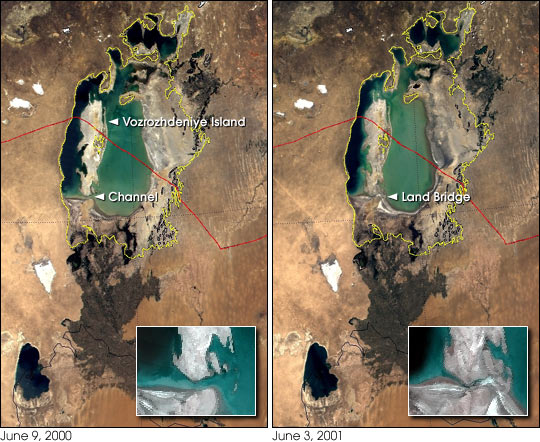
Tworzenie się pomostu lądowego pomiędzy lądem stałym a południowym brzegiem wyspy (2001)

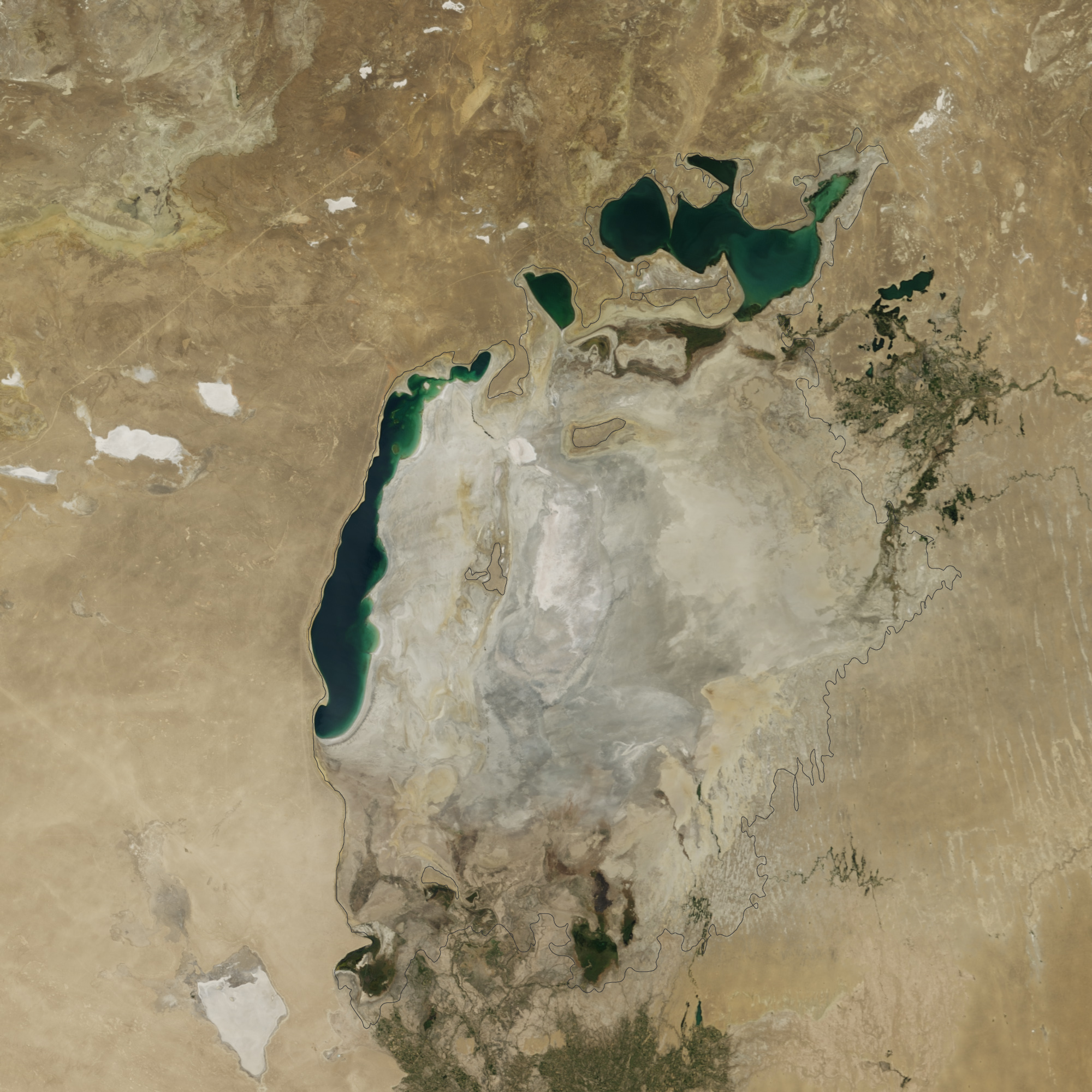
Miejsce, w którym leżała wyspa (2014)

Pierwsi europejscy podróżnicy i kartografowie dotarli do Jeziora Aralskiego w XVIII wieku (m.in. Dmitrij Gładyszew i Iwan Murawin w 1740). Na mapach z tamtych czasów na Jeziorze Aralskim widoczne są bardzo liczne wyspy, zresztą kazachska i uzbecka nazwa jeziora – Arał tengyzy i Orol dengizi – oznacza „Morze Wysp”. Na mapie Aleksieja Butakowa z roku 1853 widoczny jest m.in. archipelag Carskich Wysp (przybliżone współrzędne geograficzne 45°10'N 59°10'E), z których dwie największe nazwane są Wyspą Mikołaja I oraz Wyspą Carewicza. Kilkadziesiąt kilometrów na południe od Carskich Wysp znajdują się dwie kolejne (Bellingshausena i Łazariewa). Wszystkie te wyspy, w miarę wysychania Jeziora Aralskiego na przestrzeni XX wieku powiększały swą powierzchnię, aby połączyć się w dużą wyspę, którą nazwano Wyspą Odrodzenia. Latem 2001 jej południowy brzeg połączył się z uzbeckim brzegiem jeziora, zamieniając wyspę w półwysep, a przed 2014 wyspa zanikła zupełnie, łącząc się z lądem.

## Zabudowania
W 1948 wybudowano na wyspie tajne laboratorium testowania broni biologicznej. Przy laboratorium znajdowało się zamieszkane przez ok. 1500 osób osiedle o nazwie Kantubek (Кантубек) i drugie o nazwie Wozrożdienije (Возрождениe), obydwa obecnie opustoszałe i zrujnowane. Na zdjęciach satelitarnych tej okolicy widoczne jest także duże lotnisko z czterema krzyżującymi się pasami startowymi, z których najdłuższy ma blisko 3 km długości. W laboratorium hodowano, testowano i przechowywano odmiany m.in. wąglika i licznych innych bakterii mogących służyć do wywoływania epidemii na terytorium przeciwnika.
W 1971 ośrodek Aralsk-7 testował śmiercionośnego wirusa czarnej ospy (ospy prawdziwej). W lipcu 1971 roku statek badawczy Lew Berg w mgle podpłynął na około 15 km w okolice wyspy łamiąc tym samym zakaz zbliżania się na odległość mniejszą niż 40 km. W sierpniu, już po opuszczeniu statku zachorowała młoda kobieta, która pełniła funkcję asystentki laboratoryjnej i pobierała próbki planktonu. W Aralsku wybuchła epidemia ospy.
Laboratorium zostało opuszczone w roku 1991, a wiele spośród znajdujących się tam pojemników ze śmiercionośną zawartością (m.in. z przetrwalnikami wąglika) nie zostało zniszczonych ani prawidłowo zabezpieczonych przed uszkodzeniem (w tym m.in. przed korozją). Skala zagrożenia, jakiego można obawiać się po tym laboratorium znana jest między innymi dzięki uciekinierowi z ZSRR, Kantajanowi Alibekowowi, który kierował sowieckim programem wąglika w innym kazachskim centrum broni biologicznej, w Stepnogorsku. Porzucone i rdzewiejące pojemniki z bakteriami wyhodowanymi na Wyspie Odrodzenia mogą się rozszczelnić i wówczas za pośrednictwem ptaków (a obecnie, jako że dawna wyspa stała się półwyspem, także za pośrednictwem zwierząt lądowych) zarazki mogą być rozwleczone wokoło i w rezultacie zagrozić ludziom.
Wiosną i latem 2002 Brian Hayes, amerykański biochemik, poprowadził 113-osobową ekspedycję, która na mocy porozumienia między rządami Uzbekistanu i USA zneutralizowała od 100 do 200 ton wąglika. Koszt tej trzymiesięcznej operacji wyniósł około 5 milionów dolarów.
Zarówno Kantubek, jak i ośrodek Wozrożdienije popadają w ruinę i mimo że nazwy ich występują wciąż na mapach – nie są zamieszkane przez ludzi. 